# 中央文史研究馆

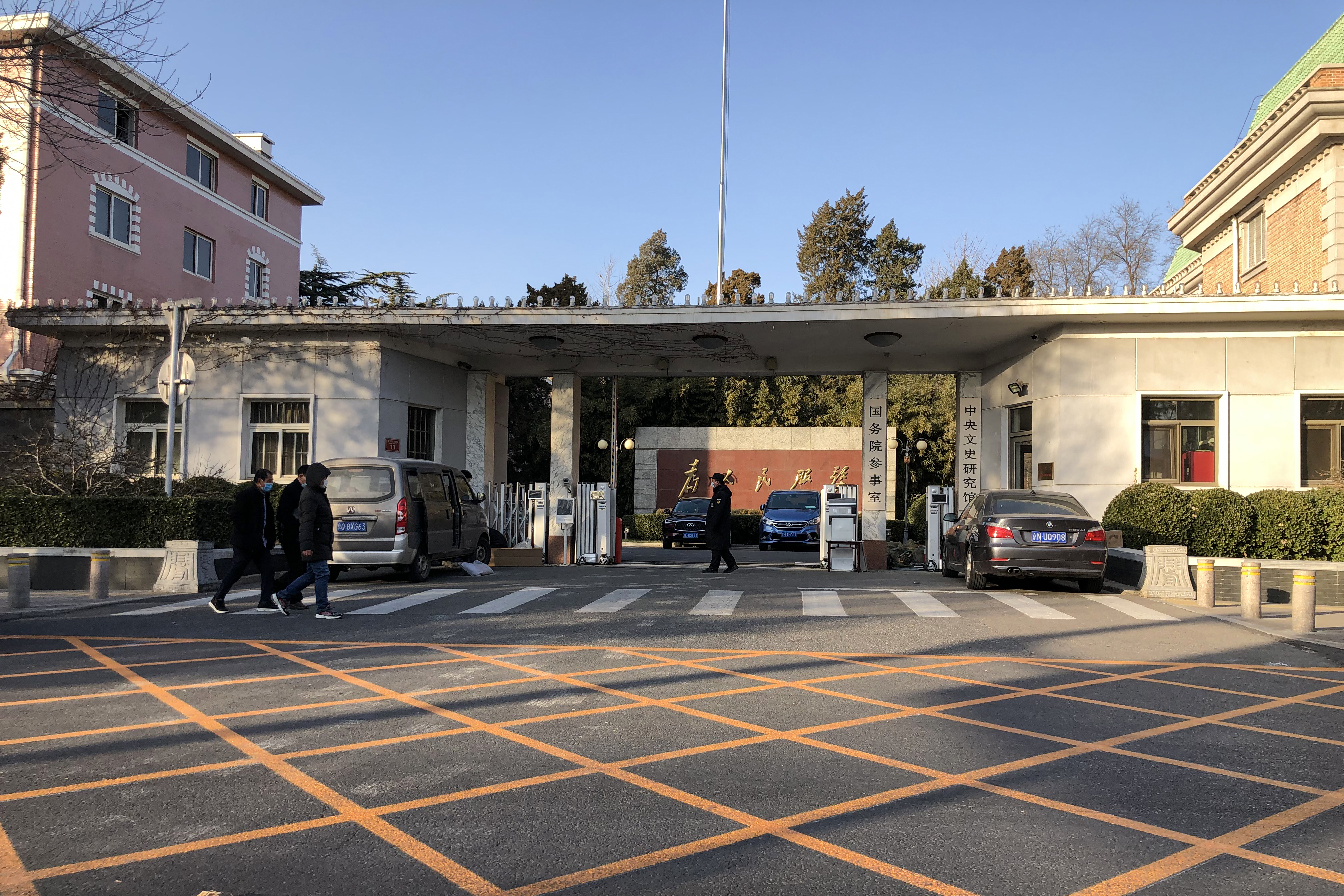
位于前门东大街11号、与国务院参事室合署办公的中央文史研究馆

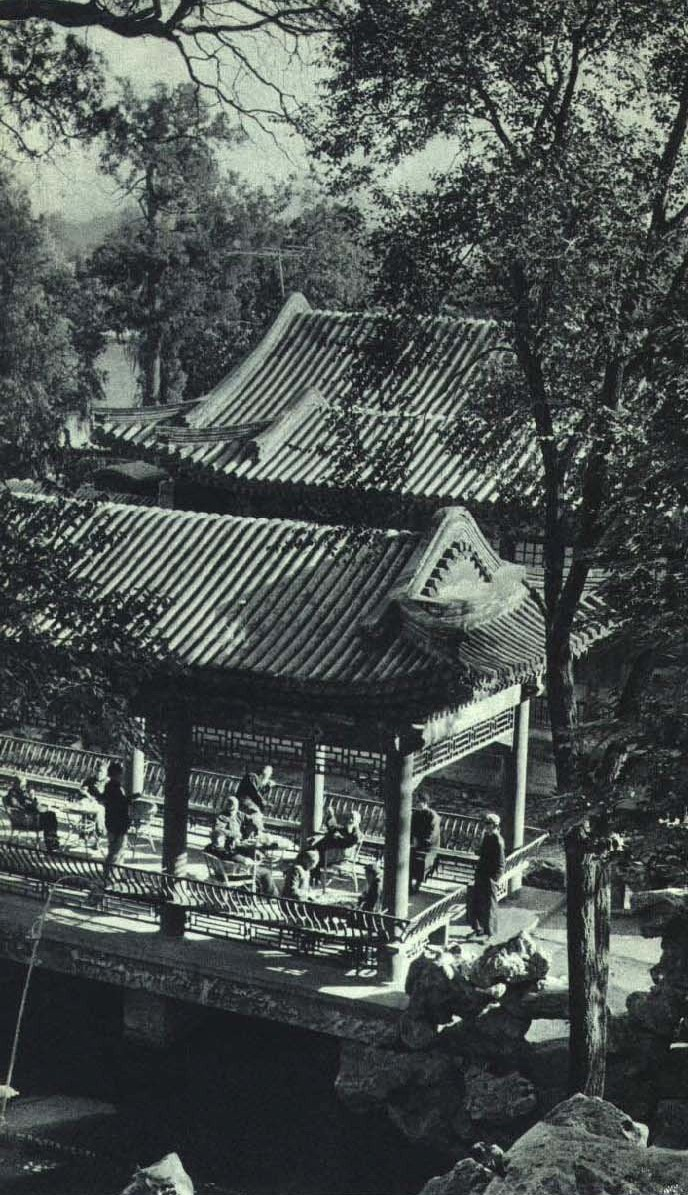
1963年位于静心斋的中央文史研究馆

中央文史研究馆是中华人民共和国国务院领导下的文史研究机构，专为老年文史学者设立，具统战性与荣誉性，成立于1951年。宗旨为“敬老崇文”。

## 歷史
1949年北平和平解放前夕，毛泽东在石家庄对符定一说，中国共产党对德高望重但生活困难的老学者的生活应当有个安排，要设立一个机构。1949年12月2日，毛泽东在致柳亚子的复信中提到“文史机关事”已交周恩来办理。可见1949年末，正式确定筹建文史研究馆，中央人民政府政务院总理周恩来交由政务院副秘书长齐燕铭筹划。《马衡日记》1950年11月18日（星期六）的日记载：“得西谛电话，约与景华谈话。据云文史研究馆将设于故宫内，经再三拒绝，始择定北海静心斋为其馆址。但静心斋为北京图书馆储书之所焉，故宫能腾出房屋，俾北京图书馆迁储，则此事即可解决。因允以静心斋书改存故宫英华殿。……”（西谛指文化部副部长、文物局局长郑振铎，景华指故宫博物院总务处处长张景华。）但后来故宫英华殿并没有变书库，北京图书馆另择别处储书。
当时，毛泽东、周恩来请符定一、柳亚子、章士钊诸先生筹备建馆，并且提议林伯渠、齐燕铭负责计划。1951年6月30日，符定一致信毛泽东，反映一批文人耆老在社会上生活无着。毛泽东在信上批示：“请齐燕铭同志办。生计太困难者，先行接济，不使挨饿。”
1951年7月29日，政务院文史研究馆在北海公园静心斋正式成立，毛泽东的老师符定一担任首任馆长。成立时，董必武代表中华人民共和国中央人民政府讲话。文史研究馆名字中的“研究”二字是毛泽东亲自加入，以区别于图书馆、文化馆等单位。后更名为中央文史研究馆。1969年起，中央文史研究馆与国务院参事室合署办公。
1981年，静心斋腾退给北海公园作为景点开放，中央文史研究馆与国务院参事室迁至北京市东城区前门东大街11号的荷蘭使館舊址。
1986年，中央文史研究馆向国务院呈报《关于恢复对中央文史研究馆馆员发给聘任书的请示》。
1988年6月，全国参事室、文史研究馆工作座谈会在北京国谊宾馆举行。1988年8月18日和19日，国务院先后公开了两个文件，将参事、馆员由任命制改成聘任制。参事聘任5年为期，超过75岁通常不再续聘；馆员无任期，聘任年龄通常在60岁以上。1988年11月10日，中华人民共和国人事部发出《人事部关于聘任国务院参事 中央文史研究馆馆员有关问题的意见》，对国务院参事室、中央文史研究馆送来拟报国务院审批的《关于国务院参事由任命制改为聘任制的有关问题的请示》、《关于中央文史研究馆馆员的条件及聘任手续等问题的请示》提出了意见。
中央文史研究馆馆长、副馆长、馆员皆由国务院总理聘任。

## 历任馆长
馆长
1. 第一任 符定一（1951年－1958年）
2. 第二任 章士钊（1959年－1973年）
3. 第三任 杨东莼（1974年－1979年）
4. 第四任 叶圣陶（1980年－1988年）
5. 第五任 萧乾（1989年－1999年）
6. 第六任 启功（1999年－2005年）
7. 第七任 袁行霈（2006年－）

副馆长
1. 第一任 叶恭绰、柳亚子、章士钊
2. 第二任 邢赞亭、徐森玉、陈寅恪、谢无量、沈尹默、商衍鎏
3. 第三任 无
4. 第四任 萧乾、吴空
5. 第五任 启功、王楚光
6. 第六任 袁行霈
7. 第七任 馮遠

## 现任馆员
刘继瑛、孙机、程毅中、孙大石、陈尧光、侯德昌、杨天石、杜廼松、程熙、白少帆、霍达、欧阳中石、傅熹年、赵仁珪、沈鹏、靳尚谊、韩美林、金鸿钧、陈高华、金默如、樊锦诗、杨延文、张立辰、郭怡孮、宋雨桂、王立平、薛永年、杨力舟、龙瑞、潘公凯、资中筠、王蒙、李炳华、陈祖武、尼玛泽仁、赵德润、程大利、戴逸、马振声、刘梦溪、陶思炎、杨福家、梁晓声、叶嘉莹、王永炎、刘大钧、陈来、吴静山、李燕、李前宽、张大宁、仲呈祥、安家瑶、田青、陈晓光、冯其庸、吴江、范迪安、陈平原、刘彭芝、葛剑雄、张胜友、王明明

## 历任馆员
符定一、叶恭绰、柳亚子、章士钊、王治昌、田名瑜、邢赞亭、邢端、宋紫佩、志琮、邵章、康同璧、周嵩尧、查安荪、夏仁虎、唐进、陈云诰、陈半丁、黄复、叶瑞棻、巢功常、齐白石、齐之彪、刘武、刘园、潘龄皋、萧龙友、罗介丘、梁启勋、楚中元、彭主鬯、汪曾武、陈枚功、李广濂、戴宝辉、漆运钧、石荣暲、吕式斌、胡先春、祝先棻、宋庚荫、徐德培、马宗芗、刘综尧、钟刚中、陈祖基、陈宗蕃、杨德懋、姚菼、洪镕、吴家驹、钱来苏、王冷斋、蔡可权、王汉澂、沈蕃、李宏惠、汪榘、汪鸾翔、陆和九、武郁芳、孙人和、孙诵昭、孙墨佛、曹景皋、许成琮、曹启蔚、曹蕴键、章启槐、傅润璋、刘孟纯、郑述坚、谢道安、阎朴民、濮绍戡、关文彬、韩敏修、钟一峰、陈继舜、方孝远、白葆端、朱启镕、何筠慈、李蘧庐、吴承侃、范更生、孙似楼、梁思孝、章夔一、陆恒修、陈宜诚、樊川、郑炳勋、刘盥训、彭八百、于振宗、王之栋、沈家彝、沈兆芝、李培基、周秉清、马振彪、孙丹林、徐石雪、陈公穆、曾又馨、温寿泉、赵丕廉、廖世功、阎幼甫、罗复堪、王树翰、张有晋、浦友梧、张祖馥、刘放园、沈炳如、朱启钤、石钟秀、黄右昌、唐宝潮、裕容龄、唐悦良、闻承烈、周颂声、时敏行、钱均夫、梁令娴、诸季迟、邹蕴真、关赓麟、俞家骥、商衍瀛、许宝蘅、王耒、曾毓隽、顾子贞、李兆年、黄居素、王衡永、石秉巽、冯复光、段宗林、戴陈霖、水钧韶、龙骧、吴蔼宸、谭善洋、罗方中、李光宇、凌念京、寿洙邻、宫廷璋、叶镜吾、张恨水、方枢、沈裕君、臧荫松、舒之锐、何封、马宗霍、王又庸、徐森玉、陈寅恪、沈尹默、谢无量、商衍鎏、陈之骥、黄子蕴、康心铭、傅铜、杨鹏、赵云浦、黄君坦、吴朋寿、汪寿序、吴之椿、言简斋、盘珠祁、吕汉云、杨维新、章以吴、吴经文、钟履坚、丁佑曾、韩槐准、吴德润、许以栗、岳翼如、张伯驹、杨东莼、章可、李淑一、朱海北、王益知、叶圣陶、杨萱庭、侯及名、张秀龄、萧乾、王遐举、黄墨谷、孔凡章、翁偶虹、罗铭、卢光照、朱家溍、冯忠莲、尚爱松、蒋路、启功、刘北汜、王会庵、田世光、林锴、康殷、黄畬、秦岭云、郁风、金开诚、任继愈、王世襄、黄均、许麟庐、孙天牧、张世简、戴巍光、朱乃正、吴小如、方立天、汤一介、程莘农、王尧、傅璇琮、饶宗颐、李学勤、舒乙、李小可